# Mette Blomsterberg
 Der er for få eller ingen kildehenvisninger i denne artikel, hvilket er et problem. Du kan hjælpe ved at angive troværdige kilder til de påstande, som fremføres i artiklen.

Mette Jæger Blomsterberg (født 20. juli 1970 i Helsingør) er en dansk konditor og restauratør.
Hun blev udlært konditor i Kransekagehuset i København i 1990. Derefter var hun chefkonditor på skydebanen "Sølyst", fra 1995 forpagter af Ny Carlsberg Glyptotekets café, og havde fra 2011 til 2016 egen butik i København samt fra 2014 til 2019 egen café og konditori i Kongens Lyngby. Hun vandt bronzemedalje ved konditor-VM i Lissabon i 1992. Hun var vært i programserien Det søde liv på DR1 i 2010 og for nogle efterfølgende serier.

## Medvirkender
| År        | Titel                                                | Rolle    |
| --------- | ---------------------------------------------------- | -------- |
| 2010      | Det søde liv                                         | Vært     |
| 2010      | Det søde sommerliv                                   | Vært     |
| 2010      | Det søde liv - jul                                   | Vært     |
| 2011      | Kongerigets Kager                                    | Vært     |
| 2011      | Price og Blomsterberg                                | Vært     |
| 2012-2016 | Den store bagedyst                                   | Dommer   |
| 2013      | Vild med dans                                        | Deltager |
| 2017      | Byens bedste bagværk - med Paul Hollywood: København | Vært     |
| 2017      | Sukkertoppen                                         | Vært     |
| 2023      | Forræder                                             | Deltager |